# Trevor Blondin
Trevor Blondin (Haymarket, 13 maart 1996) is een Amerikaans basketballer.

## Carrière
Blondin speelde van 2014 tot 2019 collegebasketbal voor de Seton Hill Griffins. In 2020 tekende hij bij de UU-Korihait in de Finse eerste klasse en speelde er een seizoen. Voor het seizoen 2021/22 tekende hij bij BK Inter Bratislava in de Slowaakse competitie. Het seizoen 2022/23 bracht hij door bij de Roemeense eersteklasse Laguna Sharks Bucuresti. In de zomer van 2023 tekende hij een contract bij de Belgische eersteklasser Okapi Aalst. Voor de play-offs besliste Okapi Aalst om zijn contract vervroegd stop te zetten. Hij speelde het seizoen uit bij het Griekse Apollon Patras BC.
In december 2024 tekende hij bij het Zweedse Borås Basket als vervanger van Matt Johnson II die een hernia had opgelopen.